# Мартинська Вес
Мартинська Вес (хорв. Martinska Ves) — населений пункт і громада в Сисацько-Мославинській жупанії Хорватії.

## Населення
Населення громади за даними перепису 2011 року становило 3488 осіб. Населення самого поселення становило 683 осіб.
Динаміка чисельності населення громади:

## Населені пункти
Крім поселення Мартинська Вес, до громади також входять: 
- Бок-Паланєцький
- Десний Дубровчак
- Десно-Требар'єво
- Десно-Залєзно
- Єзеро-Посавсько
- Лієва Лука
- Лієво Требар'єво
- Лієво-Желєзно
- Любляниця
- Махово
- Сетуш
- Стрелецько
- Тишина-Ердедська
- Тишина-Каптолська
- Зирчиця

## Клімат
Середня річна температура становить 11,08 °C, середня максимальна – 25,28 °C, а середня мінімальна – -5,78 °C. Середня річна кількість опадів – 890 мм.
| Клімат поселення                              | Клімат поселення | Клімат поселення | Клімат поселення | Клімат поселення | Клімат поселення | Клімат поселення | Клімат поселення | Клімат поселення | Клімат поселення | Клімат поселення | Клімат поселення | Клімат поселення | Клімат поселення |
| Показник                                      | Січ.             | Лют.             | Бер.             | Квіт.            | Трав.            | Черв.            | Лип.             | Серп.            | Вер.             | Жовт.            | Лист.            | Груд.            |                  |
| Середній максимум, °C                         | 6,68             | 8,62             | 13,28            | 17,62            | 22,43            | 25,28            | 23,85            | 23,16            | 19,52            | 14,51            | 9,14             | 4,78             |                  |
| Середня температура, °C                       | 0,44             | 2,40             | 7,06             | 11,40            | 16,20            | 19,06            | 20,74            | 20,06            | 16,42            | 11,40            | 6,05             | 1,70             |                  |
| Середній мінімум, °C                          | −5,78            | −3,81            | 0,84             | 5,18             | 9,99             | 12,85            | 17,66            | 16,96            | 13,32            | 8,31             | 2,93             | −1,42            |                  |
| Норма опадів, мм                              | 54               | 51               | 60               | 70               | 77               | 91               | 80               | 84               | 82               | 84               | 89               | 68               |                  |
| Середньомісячна швидкість вітру, м/с          | 1.80             | 2.00             | 2.40             | 2.30             | 2.10             | 1.92             | 1.90             | 1.70             | 1.70             | 1.80             | 1.88             | 1.88             |                  |
| Середньомісячна сонячна радіація, кДж/м²·день | 4221             | 6975             | 10672            | 15163            | 19445            | 21462            | 22474            | 19577            | 14384            | 8872             | 4656             | 3409             |                  |
| --------------------------------------------- | ---------------- | ---------------- | ---------------- | ---------------- | ---------------- | ---------------- | ---------------- | ---------------- | ---------------- | ---------------- | ---------------- | ---------------- | ---------------- |
| Джерело:                                      |                  |                  |                  |                  |                  |                  |                  |                  |                  |                  |                  |                  |                  |